# Morgan De Sanctis
Morgan De Sanctis (født 26. marts 1977) er en italiensk tidligere fodboldmålmand.
Han spillede blandt andet for AS Roma Pescara, Juventus F.C., Udinese Calcio, Sevilla FC og Galatasaray S.K. og Napoli.
Han debuterede for Italiens fodboldlandshold i 2005, hvor han siden stod i skyggen af den faste målmand Gianluigi Buffon.